# Ernst Gaber
Ernst Gaber, född 6 juni 1907 i Mannheim, död 13 augusti 1975, var en tysk roddare.
Gaber blev olympisk guldmedaljör i fyra med styrman vid sommarspelen 1936 i Berlin.